# 飾磨縣
飾磨縣（日语：〔〕／ Shikama ken */?）是日本於1871年設立的行政區劃，管轄範圍相當於過去明治維新前播磨國全部區域，也是現在的兵庫縣西南部區域。

## 歷史
1871年日本實施廢藩置縣後，陸續將位於播磨國內的明石藩（8萬石）、赤穗藩（2萬石）、安志藩（1萬石）、小野藩（1萬石）、龍野藩（5.1萬石）、林田藩（1萬石）、姬路藩（15萬石）、三日月藩（1.5萬石）、三草藩（1萬石）、山崎藩（1萬石）先後被改設為明石縣、赤穗縣、安志縣、小野縣、龍野縣、林田縣、姬路縣、三日月縣、三草縣、山崎縣；同年11月2日（舊曆），原位於播磨國的各縣被合併為「姬路縣」，縣廳設於飾磨郡姬路龍野町五丁目（現在的姬路市龍野町五丁目）。此外，原屬尼崎縣、生野縣、忍縣、古河縣、鳥取縣、鶴舞縣、兵庫縣、丸龜縣、壬生縣在播磨國內的飛地，也一併被併入姬路縣。
根據日本當時的新聞從業員宮武外骨所著的『府藩縣制史』所記錄，由於過去姬路藩在幕府末期屬於佐幕派，新政府不希望看到姬路的名稱繼續被使用；因此在合併後一週的11月9日（舊曆），姬路縣旋即被更名為「飾磨縣」。
1876年，日本進行第二次府縣整合，時任內務卿的大久保利通為發展兵庫港，決定將當時物產資源較豐富的飾磨縣併入在當時面積較小的兵庫縣；在8月21日，飾磨縣被併入兵庫縣。
1880年代起，當地曾多次發起重設飾磨縣的請願或提案，但至今未有任何進展。

## 歴任知事
姬路縣
| 職稱       | 姓名     | 上任日期              | 卸任日期               | 備註         |
| ---------- | -------- | --------------------- | ---------------------- | ------------ |
| 參事       | 土肥實光 | 1871年11月2日（舊曆） | 1871年11月9日 （舊曆） | 原丸龜藩藩士 |
| 參考資料： |          |                       |                        |              |

飾磨縣
| 職稱       | 姓名     | 上任日期               | 卸任日期              | 備註                         |
| ---------- | -------- | ---------------------- | --------------------- | ---------------------------- |
| 參事       | 土肥實光 | 1871年11月9日（舊曆）  | 1872年1月4日（舊曆）  | 前姬路縣參事                 |
| 權令       | 中島錫胤 | 1871年12月18日（舊曆） | 1872年8月27日（舊曆） | 前岩鼻縣知事、原德島藩藩士   |
| 空缺       | 空缺     | 1872年8月27日（舊曆）  | 1872年9月15日（舊曆） |                              |
| 參事       | 森岡昌純 | 1872年9月15日（舊曆）  | 1874年8月9日          | 前長崎縣權參事、原薩摩藩藩士 |
| 權令       | 森岡昌純 | 1874年8月9日           | 1876年8月20日         |                              |
| 參考資料： |          |                        |                       |                              |